# Connecteur industriel

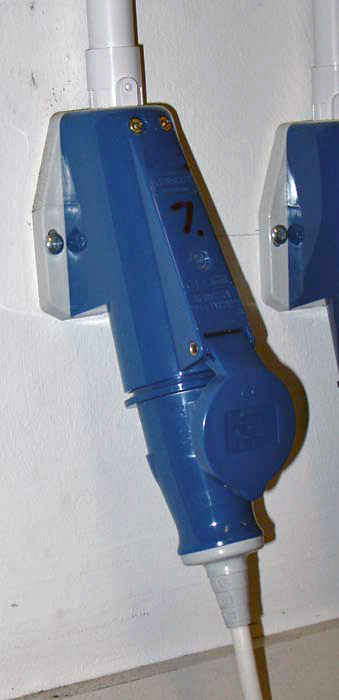
Un connecteur industriel IEC 309 avec sa base murale.

Le connecteur industriel est un type de connecteur pouvant tolérer de fortes contraintes. Ces connecteurs sont utilisés dans le monde industriel dans de nombreuses installations comme les chaînes de production, les robots, les transports ou dans l'énergie.
Ces connecteurs ont la particularité d'être extrêmement robustes et tolérer de fortes tensions. 
Pour de faibles tensions, il est généralement plus pertinent d'utiliser des connecteurs DIN ou Sub D.

## Éléments du connecteur industriel
- Capot (droit, coudé...)

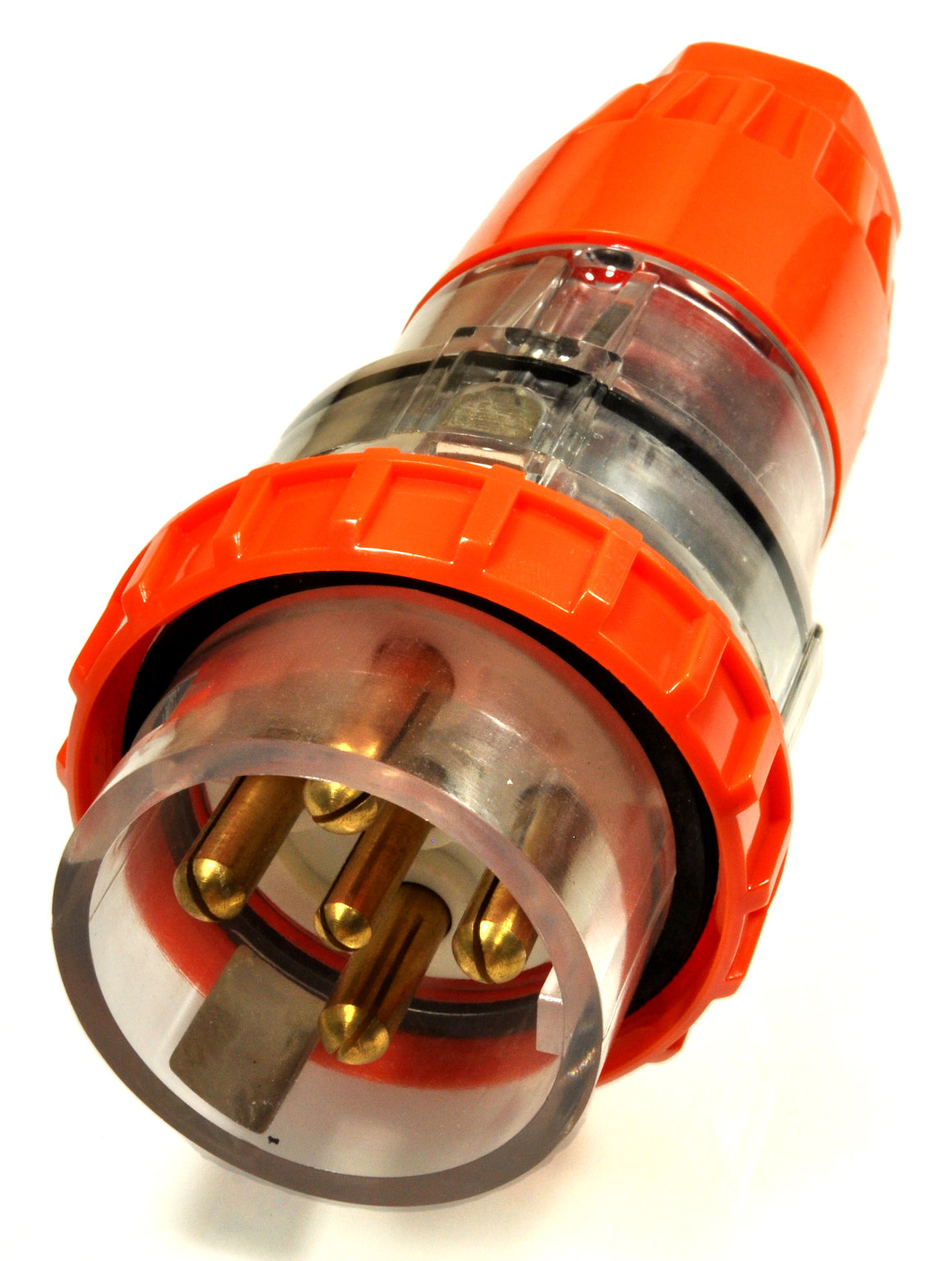
Connecteur industriel australien 32 A (partie mâle).

- Embase (encastré, câble à câble...)
- Contact (mâle et femelle)
- Insert (mâle et femelle)

## Normes
Ces connecteurs sont classées selon plusieurs normes. Les normes FF (Feu et Fumée) permettent de connaître les propriétés des connecteurs lors d'un incendie. 
Les normes IP (International Protection) des capots et des embases définissent le degré de protection contre la saleté et l'eau. 

## Les différents types
Un connecteur se choisit en fonction de la tension ou du courant que l'on veut faire passer et du nombre de contacts que l'on souhaite.
Selon les contraintes des matériaux de ces connecteurs permettent faire un choix :
- Aluminium
- Inox pour l'agro-alimentaire
- Blindé pour ne pas perturber les ondes électromagnétiques
- Revêtement poudre pour protéger de l'eau et de la pression

Il existe aussi des fermetures différentes :
- Un levier
- Deux leviers
- A visser